# German Football League 2025
Die Saison 2025 der German Football League ist die 46. Saison der GFL, der höchsten Spielklasse der Sportart American Football in Deutschland.  Der Saisonstart war am 10. Mai.  Die Reguläre Saison endet planmäßig am 7. September.  Das Endspiel um die deutsche Meisterschaft, der GFL Bowl 2025, findet am 11. Oktober 2025 im Rudolf-Harbig-Stadion in Dresden statt.

## Modus und Teams
In dieser Saison treten 15 Teams in der GFL an. Aus der German Football League 2 sind die Düsseldorf Panther in die Nordgruppe aufgestiegen, wo sie die Berlin Adler ersetzten, die im Vorjahr ihre Lizenz verloren.  In der Südgruppe kamen die Pforzheim Wilddogs hinzu, die die Südgruppe wieder vollzählig machten.  Anfang März gaben dann die Kirchdorf Wildcats ihren Rückzug bekannt, so dass die GFL Süd im zweiten Jahr in Folge mit einem Team weniger als geplant in den Wettbewerb geht.
Die Teams treten aufgeteilt in die Regionalgruppen Nord und Süd an. Jede Gruppe wurde per Los in zwei Staffeln eingeteilt. Jedes Team spielt ein Hin- und ein Rückspiel gegen die anderen Teams der eigenen Staffel. Gegen die Teams der anderen Staffel wird jeweils nur einmal gespielt, insgesamt zweimal zuhause und zweimal auswärts. Hinzu kommen zwei Interconferencespiele gegen die beiden Mannschaften der anderen Regionalgruppe, die in der Vorsaison auf derselben Staffelposition abschlossen. Insgesamt spielen alle Mannschaften 12 Spiele.
In der Gruppe Nord nehmen die folgenden Teams am Ligabetrieb teil:
Staffel 1
- Berlin Rebels
- New Yorker Lions
- Paderborn Dolphins
- Potsdam Royals

Staffel 2
- Dresden Monarchs
- Düsseldorf Panther (Aufsteiger aus GFL2 Nord)
- Hildesheim Invaders
- Kiel Baltic Hurricanes

In der Gruppe Süd nehmen die folgenden Teams am Ligabetrieb teil:
Staffel 1
- Kirchdorf Wildcats[2]
- Munich Cowboys
- Schwäbisch Hall Unicorns
- Straubing Spiders

Staffel 2
- Allgäu Comets
- Pforzheim Wilddogs (Aufsteiger aus GFL2 Süd)
- Ravensburg Razorbacks
- Saarland Hurricanes

## Saisonverlauf

### Gruppe Nord

#### Spiele Nord
| GFL Nord 2025          | Staffel 1               | Staffel 1                   | Staffel 1                  | Staffel 1                   | Staffel 2                    | Staffel 2                 | Staffel 2                  | Staffel 2                  | Interconference             | Interconference |
| GFL Nord 2025          | PR                      | NYL                         | BR                         | PD                          | DM                           | HI                        | KBH                        | DP                         |                             | Gegner          |
| ---------------------- | ----------------------- | --------------------------- | -------------------------- | --------------------------- | ---------------------------- | ------------------------- | -------------------------- | -------------------------- | --------------------------- | --------------- |
| Potsdam Royals         |                         | 32:5 0:3,0:2,16:0,16:0      | 74:27 14:7,28:7,18:0,14:13 | 50:0 22:0,14:0,7:0,7:0      | –                            | –                         | 48:7 16:0, 10:7, 15:0, 7:0 | 7:24 7:3, 0:3, 0:8, 0:10   | 46:20 6:7,26:0,0:7,14:6     | RR              |
| New Yorker Lions       | 23.08.                  |                             | 33:32 0:0,7;14,14:12,12:6  | 66:19 22:0,17:7,14:6,13:6   | 7:35 0:0,7:7,0:21,0:7        | –                         | –                          | 27:24 7:0, 10:3, 7:7, 3:14 | 06.09.                      | AC              |
| Berlin Rebels          | 0:20 0:8, 0:6, 0:0, 0:6 | 39:26 0:6, 19:0, 6:8, 14:12 |                            | 40:20 7:0, 7:14, 13:0, 13:6 | –                            | 06.09.                    | 33:27 14:0,7:14,6:0,6:13   | –                          | 30.08.                      | MC              |
| Paderborn Dolphins     | 8:60 0:16,0:14,0:22,8:8 | 0:63 0:28,0:21,0:7,0:7      | 21:51 0:14,7:14,7:7,7:16   |                             | 31.08.                       | 37:31 7:10,0:7,7:14,23:0  | –                          | –                          | 16:37 0:7,3:10,7:13,6:7     | SS              |
| Dresden Monarchs       | 06.09.                  | –                           | 49:21 20:7,14:14,6:0,9:0   | –                           |                              | 42:0 14:0, 7:0, 14:0, 7:0 | 41:35 7:7,14:7,13:13,7:8   | 40:14 13:0,7:0,7:7,13:7    | 48:21 13:7,14:7,14:0,7:7    | SHU             |
| Hildesheim Invaders    | 0:42 0:8,0:14,0:6,0:14  | 30.08.                      | –                          | –                           | 19:47 7:13, 12:14, 0:13, 0:7 |                           | 20:21 7:7,0:0,0:7,13:7     | 40:37 7:7,19:9,0:14,14:7   | 28:7 6:7,6:0,7:0,9:0        | SS              |
| Kiel Baltic Hurricanes | –                       | 28:27 7:0,7:0,0:7,14:20     | –                          | 06.09.                      | 31:58 0:14,24:7,7:14,0:23    | 28:30 0:7,7:7,14:7,7:9    |                            | 23.08.                     | 58:39 10:8,14:12,14:12,20:7 | SH              |
| Düsseldorf Panther     | –                       | –                           | 14:21 0:7,7:7,7:0,0:7      | 28:24 0:14,8:0,0:10,20:0    | 7:34 0:0,0:13,7:14,0:7       | 13:10 0:0,6:0,7:3,0:7     | 14:30 7:7,0:7,7:2,0:14     |                            | 14:7 7:7,7:0,0:0,0:0        | PW              |

Quelle: GFL-Spielplan auf gfl.info

#### Tabelle Nord
| Pl. | Team                   | Sp | S  | N | TD      | Diff. | Punkte | SQ    |
| --- | ---------------------- | -- | -- | - | ------- | ----- | ------ | ----- |
| 1   | Dresden Monarchs       | 10 | 10 | 0 | 443:188 | +255  | 20     | 1,000 |
| 2   | Potsdam Royals         | 10 | 9  | 1 | 407:980 | +309  | 18     | 0,900 |
| 3   | Berlin Rebels          | 10 | 6  | 4 | 299:306 | 00−7  | 12     | 0,600 |
| 4   | New Yorker Lions       | 9  | 5  | 4 | 285:217 | 0+68  | 10     | 0,556 |
| 5   | Kiel Baltic Hurricanes | 10 | 5  | 5 | 286:310 | 0−24  | 10     | 0,500 |
| 6   | Düsseldorf Panthers    | 10 | 4  | 6 | 189:240 | 0−51  | 8      | 0,400 |
| 7   | Hildesheim Invaders    | 10 | 4  | 6 | 220:309 | 0−89  | 8      | 0,400 |
| 8   | Paderborn Dolphins     | 10 | 1  | 9 | 155:462 | −307  | 2      | 0,100 |

Erläuterungen: Play-offs 0 Relegation

### Gruppe Süd

#### Spiele Süd
| GFL Süd 2025             | Staffel 1               | Staffel 1                | Staffel 1                 | Staffel 2                    | Staffel 2                   | Staffel 2                 | Staffel 2                         | Interconference           | Interconference |
| GFL Süd 2025             | SHU                     | SS                       | MC                        | RR                           | AC                          | SH                        | PW                                |                           | Gegner          |
| ------------------------ | ----------------------- | ------------------------ | ------------------------- | ---------------------------- | --------------------------- | ------------------------- | --------------------------------- | ------------------------- | --------------- |
| Schwäbisch Hall Unicorns |                         | 30.08.                   | 28:27 0:0,14:14,0:0,14:13 | 29:32 7:7,7:15,0:3,15:7      | –                           | 30:26 3:0,6:11,7:8,14:7   | 34:41 13:7,7:6,14:11,0:10 OT: 0:7 | 7:28 0:0,7:14,0:8,0:6     | PR              |
| Straubing Spiders        | 19:35 7:7,0:7,12:14,0:7 |                          | 0:24 0:14,0:7,0:0,0:3     | 31:24 10:0, 7:14, 0:17, 14:0 | 23.08.                      | –                         | –                                 | 8:31 0:14,0:17,0:0,8:0    | NYL             |
| Straubing Spiders        | 19:35 7:7,0:7,12:14,0:7 | 06.09.                   | 0:24 0:14,0:7,0:0,0:3     | 31:24 10:0, 7:14, 0:17, 14:0 | 23.08.                      | –                         | –                                 | DP                        |                 |
| Munich Cowboys           | 06.09.                  | 20:17 7:3,10:7,3:7,0:0   |                           | –                            | 23:21 7:0,10:0,6:8,0:13     | 27:28 7:0, 7:16, 6:6, 7:6 | 29:26 0:0,15:12,0:7,14:7          | 0:21 0:7,0:0,0:0,0:14     | KBH             |
| Ravensburg Razorbacks    | 27:30 14:7,7:7,6:10,0:6 | –                        | 48:20 12:0,22:6,0:8,14:6  |                              | 42:35 0:13,7:7,7:8,28:7     | 45:20 7:8,21:6,10:0,7:6   | 23.08.                            | 33:49 0:7,13:28,20:7,0:7  | DM              |
| Allgäu Comets            | 16:3 0:3,16:0,0:0,0:0   | –                        | 13.9. a                   | 31.08                        |                             | 15:8 0:8,15:0,0:0,0:0     | 36:37 8:13,22:14,0:7,6:3          | 35:42 7:7,12:14,16:14,0:7 | HI              |
| Saarland Hurricanes      | 23.08.                  | 40:24 8:0,12:16,14:0,6:8 | –                         | 06.09.                       | 54:38 8:0,18:16,14:8,14:14  |                           | 15:24 0:3,8:3,0:8,7:10            | 22:35 0:7,0:14,8:7,14:7   | BR              |
| Pforzheim Wilddogs       | –                       | 44:19 7:0,20:0,10:6,7:13 | 21:23 0:7,14:10,0:0,7:6   | 17:21 7:0,3:7,0:0,7:14       | 34:20 14:0, 7:14, 0:6, 13:0 | 30.08.                    |                                   | 36:10 7:0,13:3,9:7,7:0    | PD              |

Quelle: GFL-Spielplan auf gfl.info

#### Tabelle Süd
| Pl. | Team                     | Sp | S | N | TD      | Diff. | Punkte | SQ    |
| --- | ------------------------ | -- | - | - | ------- | ----- | ------ | ----- |
| 1   | Pforzheim Wilddogs       | 10 | 6 | 4 | 287:221 | 0+66  | 12     | 0,600 |
| 2   | Munich Cowboys           | 9  | 5 | 4 | 193:210 | 0−17  | 10     | 0,556 |
| 3   | Ravensburg Razorbacks    | 9  | 5 | 4 | 292:277 | 0+15  | 10     | 0,556 |
| 4   | Schwäbisch Hall Unicorns | 9  | 4 | 5 | 217:264 | 0−47  | 8      | 0,444 |
| 5   | Saarland Hurricanes      | 9  | 3 | 6 | 252:296 | 0−44  | 6      | 0,333 |
| 6   | Allgäu Comets            | 8  | 2 | 6 | 216:243 | 0−27  | 4      | 0,250 |
| 7   | Straubing Spiders        | 9  | 2 | 7 | 162:262 | −100  | 4      | 0,222 |

Erläuterungen: Play-offs 0 Relegation